# Miêu Kiều Vĩ
Miêu Kiều Vỹ (sinh ngày 18 tháng 6 năm 1958) là nam diễn viên Hồng Kông. Từ 1983 đến 1991 anh cùng với Lương Triều Vỹ, Thang Trấn Nghiệp, Huỳnh Nhật Hoa và Lưu Đức Hoa. được xem là Ngũ Hổ Tướng của TVB. Miêu Kiều Vỹ nổi tiếng với những vai cổ trang, đại hiệp hào hoa phong nhã như Dương Khang trong phim Anh hùng xạ điêu năm 1983, Sở Lưu Hương trong phim Sở Lưu Hương Và Người Dơi...

## Sự nghiệp
Sinh năm 1958, Miêu Kiều Vĩ gia nhập ngành giải trí Hồng Kông năm 1980 và vào học tại lớp đào tạo diễn viên TVB khóa 9 cùng với Huỳnh Nhật Hoa.
Những năm đầu thập niên 80, Miêu Kiều Vỹ và Ông Mỹ Linh là đôi tiên đồng ngọc nữ của truyền hình Hồng Kông rất được khán giả yêu thích. Năm 1988, Miêu Kiều Vĩ rời TVB, đầu tư vào công ty sản xuất và bán kính. Năm 1990, kết hôn với nữ diễn viên TVB Jaime Chik Mei Chun tức Thích Mỹ Trân và họ chia tay ngành giải trí để bắt đầu cuộc sống gia đình và kinh doanh mắt kính. Năm 2004, Miêu Kiều Vĩ quay trở về hãng TVB đóng phim.

## Phim truyền hình TVB
| Năm  | Tên Phim                                 | Vai Diễn                         | Ghi Chú           |
| ---- | ---------------------------------------- | -------------------------------- | ----------------- |
| 1980 | Bến Thượng Hải 1                         | Cameo ( Thiếu Niên Yêu Nước)     |                   |
| 1980 | Bến Thượng Hải 2                         | Cameo (Thư Ký Huỳnh)             |                   |
| 1980 | Bến Thượng Hải 3                         | Cameo (A Thái)                   |                   |
| 1980 | Nhân Giả Vô Địch                         | Cameo (Nha dịch)                 |                   |
| 1980 | Song Diệp Hồ Điệp                        | Cameo (Bác sĩ)                   |                   |
| 1980 | Thiên Vương Chi Vương                    | Cameo (Khán giả)                 |                   |
| 1980 | Kinh Hoa Xuân Mộng                       | Cameo (Học sinh)                 |                   |
| 1980 | Xung Kích                                | Ông Vĩnh Khang                   |                   |
| 1981 | Thế Giới Huyền Ảo                        | Cameo (Thợ đào)                  |                   |
| 1981 | Quá Khách                                | Âu Dương Cang                    |                   |
| 1981 | Phong Vũ Tình                            | Lâm Quốc Nghiêu                  |                   |
| 1981 | Vô Song Phổ                              | Biểu Ca                          |                   |
| 1981 | Hỏa Phượng Hoàng                         | Chung Vĩ Tín                     |                   |
| 1981 | Phi Ưng                                  | Cáp Nhĩ Vương Tử                 |                   |
| 1981 | Anh Hùng Xuất Thiếu Lâm                  | Hồ Huệ Càn                       |                   |
| 1982 | HongKong 82-86                           | Châu Thăng Vỹ                    |                   |
| 1982 | Hí Ban Tiểu Tử                           | Viên Vỹ                          |                   |
| 1982 | Từ Địa Ngục Trở Về                       | Huỳnh Thu Phát                   |                   |
| 1982 | Tửu Quyền Tô Khất Nhi                    | Mã Côn                           |                   |
| 1983 | Bá Âm Nhân                               | Lữ Hy                            |                   |
| 1983 | Phong Thủy Truyền Kỳ (P1)                | Lại Bố Y                         |                   |
| 1983 | Thần Toán Diệu Huyền (P2)                | Lại Bố Y                         |                   |
| 1983 | Anh Hùng Xạ Điêu Chi Thiết Huyết Đan Tâm | Dương Khang/ Hoàn Nhan Khang     | Tập 1 ~ 19        |
| 1983 | Anh Hùng Xạ Điêu Chi Đông Tà Tây Độc     | Dương Khang/ Hoàn Nhan Khang     | Tập 20 ~ 39       |
| 1983 | Anh Hùng Xạ Điêu Chi Hoa Sơn Luận Kiếm   | Dương Khang/ Hoàn Nhan Khang     | Tập 40 ~ 59       |
| 1984 | Huyết Chiến Huyền Võ Môn                 | Lý Thế Dân/Văn Đình Viễn         |                   |
| 1984 | Thiên Sư Kỳ Môn                          | Tư Đồ Văn Võ                     |                   |
| 1984 | Nữ Hổ Cuồng Long                         | Đổng Bành Phi                    |                   |
| 1984 | Ngũ Hổ Tướng                             | Hồng Vỹ                          |                   |
| 1984 | Anh Hùng Vô Lệ                           | Tiêu Cao                         |                   |
| 1984 | Sở Lưu Hương Và Người Dơi                | Sở Lưu Hương                     |                   |
| 1984 | Hương Giang Hoa Dạ Nguyệt                | Lăng Vũ Thâm                     |                   |
| 1985 | Bích Huyết Kiếm                          | Hạ Tuyết Nghi (Kim Xà Lang Quân) |                   |
| 1985 | Đại Hạ                                   | Tân Thiên Bồi                    |                   |
| 1985 | Dương Gia Tướng                          | Dương Tứ Lang                    |                   |
| 1986 | Địch Thanh                               | Địch Thanh                       |                   |
| 1986 | Diệu Nhân Diệu Sự                        | Cao Thiên Uy                     |                   |
| 1987 | Thiên Long Thần Kiếm                     | Dung Tử Vân                      |                   |
| 1988 | Song Hùng Kỳ Hiệp                        | Giang Phong                      | Tập 1             |
| 2005 | Học Cảnh Hùng Tâm                        | Lý Văn Thăng (Sunny)             |                   |
| 2005 | Mất Tích Bí Ẩn                           | Cao Trung Chính                  |                   |
| 2006 | Thượng Hải Ngày Xưa                      | Nhiếp Tiến                       |                   |
| 2006 | Sòng Bạc Phong Vân                       | Kiều Chính Sơ (CEO)              |                   |
| 2007 | Cường Kiếm                               | Tư Mã Tinh Hồn (Phi Tinh)        | Tập 1             |
| 2007 | Tuế Nguyệt Phong Vân                     | Hoa Văn Thạc (Michael)           |                   |
| 2007 | Đội Hành Động Liêm Chính (ICAC)          | Trần Quốc Vỹ                     |                   |
| 2008 | Mẹ Chồng Khó Tính                        | Khách mời (Miêu Kiều Vỹ)         | Tập 2 (phút 8:30) |
| 2008 | Biệt Luyến Bội Bạc (TYVTH)               | Nhiêu Lập Thiên (Mike)           |                   |
| 2009 | Học Cảnh Truy Kích                       | Giang Thế Hiếu (Hiếu Ca)         |                   |
| 2010 | Ông Xã Vạn Tuế                           | Trình Thâm (Sam)                 |                   |
| 2010 | Hình Cảnh                                | Mễ An Định (Mad Sir)             |                   |
| 2012 | Nam Nữ Chọn Nhà                          | Quan Gia An                      |                   |
| 2012 | Lôi Đình Tảo Độc                         | Hướng Vinh (Gordon)              |                   |
| 2013 | Hảo Tâm Ác Quái                          | Phương Tự Lực (Power)            |                   |
| 2014 | Sứ Đồ Hành Giả (Mất Dấu)                 | Trác Khải                        |                   |
| 2017 | Sứ Đồ Hành Giả 2 (Mất Dấu 2)             | Trác Khải                        |                   |
| 2020 | Mái Ấm Gia Đình                          | Tam Ca                           | Tập 977           |
| 2020 | Sứ Đồ Hành Giả 3 (Mất Dấu 3)             | Trác Khải                        |                   |

## Phim Truyền Hình ATV
| Năm  | Tên Phim             | Vai Diễn       | Ghi Chú          |
| ---- | -------------------- | -------------- | ---------------- |
| 1995 | Bao Thanh Thiên      | Tống Thanh Vân | Tập 131 ~ 138    |
| 1999 | Chàng Miêu Phiêu Bạt | Vương Gia Hy   | Chiếu trên Vieon |

## Phim Thiệu Thị (Shaw Brothers)
| Năm  | Tên Phim                          | Vai Diễn      | Ghi Chú |
| ---- | --------------------------------- | ------------- | ------- |
| 2018 | Phi Hổ Cực Chiến 1                | Nhiếp Vũ Hàng |         |
| 2018 | Thủ Hộ Thần Chi Điều Tra Bảo Hiểm | Trương Đông   |         |
| 2019 | Phi Hổ Cực Chiến 2                | Lạc Gia Thành |         |
| 2021 | Phi Hổ Cực Chiến 3                | Hứa Tuấn Phi  |         |

## Phim Trung Quốc (Đại Lục)
| Năm           | Tên Phim                                    | Vai Diễn                  | Ghi Chú             |
| ------------- | ------------------------------------------- | ------------------------- | ------------------- |
| 2011          | Kim Chi Ngọc Diệp                           | Kim Thiên Kiều            |                     |
| 2013          | Hoa Khai Bán Hạ                             | Trình Hào                 |                     |
| 2015          | Tôi Là Nữ Thần Năng Lượng Tích Cực Tuổi Trẻ | Lạc Thiên Minh            |                     |
| 2015          | Tân Mãnh Long Quá Giang                     | Đỗ Anh Hào                |                     |
| 2017          | Tân Anh Hùng Xạ Điêu                        | Hoàng Dược Sư             |                     |
| 2021          | Thiên Mục Nguy Cơ                           | Yamazaki                  | Chiếu trên Mango TV |
| Chưa xác định | Khao Khát Hôn Nhân                          | Lý Khải                   |                     |
| Chưa xác định | Học Viện Tư Lập Thục Sơn                    | Lam Đình Vũ (Hiệu Trưởng) |                     |

## Phim Đài Loan
| Năm  | Tên Phim             | Vai Diễn            | Ghi Chú |
| ---- | -------------------- | ------------------- | ------- |
| 1990 | Dục Hỏa Phượng Hoàng | Chung Hào/ Thiên Ma |         |

## Phim Điện Ảnh
| Năm  | Tên Phim                                          | Vai Diễn                | Ghi Chú       |
| ---- | ------------------------------------------------- | ----------------------- | ------------- |
| 1982 | Bùa Con Rết                                       | Ah Vỹ                   |               |
| 1983 | Mad, Mad 1983                                     | Châu Thăng Vỹ           |               |
| 1983 | Men From The Gutter                               | Khưu Chính Minh         | Shaw Brothers |
| 1985 | Hạ Nhật Phúc Tinh                                 | Hoa Tháp Bính           |               |
| 1986 | Tối Giai Phúc Tinh                                | Hoa Tháp Bính           |               |
| 1987 | The Happy Bigamist/ Nhất Ốc Lưỡng Thế             | Cameo (Người Qua Đường) |               |
| 1987 | Tiểu Sinh Mộng Kinh Hồn                           | Miêu Đại Vệ             |               |
| 1987 | Phi Ưng Phương Đông                               | Đặc chủng binh          |               |
| 1987 | Nhất Ca                                           | Cao Đạt Uy              |               |
| 1988 | Bạn Hữu Tình Trường 2/ Crazy Companies 2          | Cảnh ti                 |               |
| 1988 | Edelwiess/白色酢浆草                              | Lý Thiếu Nông           |               |
| 1988 | Long Gia Tộc                                      | Long Gia Vỹ             |               |
| 1988 | Ái Đích Đào Binh/Love Soldier of Fortune          | Lâm Tuyết Phù           |               |
| 1988 | Người Kế Tục Giang Hồ/ Hero Of Tomorrow           | Lý Sâm (Anh Ba)         |               |
| 1989 | Mục Trung Vô Nhân/ Final Run                      | Mã Chấn Phong           |               |
| 1989 | Phúc Tinh Sấm Giang Hồ/ Return of the Lucky Stars | Hoa Tháp Bính           |               |
| 1989 | Diệu Thám Song Long (Đấu Để Thắng)/ City Cops     | Trình Thăng             |               |
| 1989 | Tiểu Tiểu Tiểu Cảnh Sát/ Little Cop               | Thiên Diện Nhân         |               |
| 1989 | Thần Hành Thái Bảo/ News Attack                   | Từ Kiệt                 |               |
| 1989 | Long Chi Tranh Bá/ 龍之爭霸                       | Địch Vỹ                 |               |
| 1989 | Thoát Hiểm Trong Gang Tấc/ Close Escape           | Lâm Vỹ Đống             |               |
| 1989 | Ngạo Khí Hùng Ưng/ Proud And Confident            | Ah Vỹ                   |               |
| 1990 | Tối Giai Tạch Phách Đương/ The Best Thief Partner | Đới Hoa Hoàng           |               |
| 1990 | Forsaken Cop/棄卒/ Khí Tuất                       | Phương Quốc An          |               |
| 1990 | Truy Tìm Mật Mã                                   | Tiểu Hồ Điệp            |               |
| 1990 | Tráng Chí Gia Tình/ Whampoa Blues                 | Lâm Đại Vệ Liên Trưởng  |               |
| 1990 | Đặc Cảnh Diệt Ma/ Magic Cop                       | 2237 Hào Cảnh Vân       |               |
| 1990 | Vô Danh Gia Tộc/ Family Honor                     | Cổ Sir                  |               |
| 1990 | Fatal Termination                                 | Cơ trưởng hải quan      |               |
| 1990 | Midnight Angel/ 午夜天使                          | Ah Đặng                 |               |
| 1990 | Freedom Fighter                                   | Kirk Miu                |               |
| 1991 | Ngũ Hổ Tướng                                      | Ah Hoa                  |               |
| 1991 | Drugs Area/ 毒網                                  | Mã Sir                  |               |
| 1991 | Cấm Hải Thượng Lang/ The Killer From China        | Hắc Ưng                 |               |
| 1991 | Điệp Huyết Kỳ Binh/ Bloody Hero                   | Giả Nhân                |               |
| 1991 | A Rascal's Tale/ 暴風少年                         | Lâm Sir                 |               |
| 1991 | Ms Butterfly 1993                                 | Huỳnh Lực               |               |
| 1992 | Tuyệt Đại Song Kiêu/ Handsome Siblings            | Yên Nam Thiên           |               |
| 1992 | Hà Nhật Kim Tái Lai/ 何日金再来                   | 银行家                  |               |
| 1993 | Hoàng Đế Thượng Hải 1/ Lord Of East China Sea 1   | Cổ Vũ                   |               |
| 1993 | Hoàng Đế Thượng Hải 2/ Lord Of East China Sea 2   | Cổ Vũ                   |               |
| 1993 | Ms.Butterfly/ 機密檔案實錄火蝴蝶                  | Ô Chủy Cẩu              |               |
| 1993 | Hạ Nhật Tình Vị Liễu/ Love Is A Fairy Tale        | John                    |               |
| 1993 | Come Fly The Dragon/ 反鬥馬騮                     | Ah Triệu                |               |
| 1993 | Maniacal Beauty on the Loose/ 街市情殺案          | Ah Kiệt                 |               |
| 1993 | 跑路威龍/ Bogus Cops                              | Cảnh quan               |               |
| 1995 | Mão Diện Tỉ/ Bugger Cop                           | Cảnh sát                |               |
| 1995 | Tiên Lạc Phiêu Phiêu/ Whatever Will Be, Will Be   | Peter                   |               |
| 1996 | Vận Tài Trí Lặc Tinh /Twinkle Twinkle Lucky Star  | Lữ Đổng Thấn            |               |
| 1996 | Vận Tài Ngũ Lặc Tinh/ How to Meet the Lucky Stars | Hoa Kỳ Sam              |               |
| 2004 | Love Is a Many Stupid Thing/ 精装追女仔           | Ngưu Tinh               |               |
| 2004 | Giang Hồ/ 江湖/ Jiang Hu                          | Phí Ca                  |               |
| 2004 | When Beckham Met Owen                             | Huỳnh Sir               |               |
| 2006 | Wo Hu/ 卧虎                                       | Vi Định Bang            |               |
| 2006 | McDull, the Alumni                                | Cảnh ti cao cấp         |               |
| 2007 | Huynh Đệ                                          | Đàm Tụng Nghiêu         |               |
| 2010 | Tiền Chuộc Đen                                    | Sam Ho                  |               |
| 2011 | Tôi Yêu Hong Kong                                 | Tam Ca                  |               |
| 2016 | Good Take!                                        | Falendo                 |               |
| 2016 | New York, New York/ 纽约纽约                      | Mễ Tiến Sinh            |               |
| 2017 | Liên Hoàn Án/ In The Fog                          | Hình Thiên Hải          |               |
| 2018 | Thành Phố Dục Vọng/ The Trough                    | Trình Quân              |               |
| 2019 | Bão Trắng 2: Trùm Á Phiện                         | Lâm Chính Phong         |               |